# Zibo Zhenke
Zibo Zhenke (chiń. trad. 紫栢真可; pinyin Zǐbó Zhēnkě; kor. 자백진가 Jabaek Jinga; jap. Shihaku Shinka; wiet. Tử Bách Chân Khả; ur. 1543, zm. 17 stycznia 1604) – chiński mistrz chan z okresu odrodzenia buddyzmu chan. Znany także jako (chin. 達觀眞可) Daguan Zhenke. Tak podpisywał się w swoich tekstach. Ponieważ wielu ówczesnych fałszywych buddyjskich nauczycieli podpierało się należeniem do pewnych linii przekazu, Zibo ostentacyjnie odmawiał przynależności do jakiejś szczególnej linii przekazu, dlatego nie można go nigdzie umiejscowić.

## Życiorys
Jego rodzina wywodziła się z powiatu Juqu (Jurong) w prowincji Jiangsu, ale od kilku pokoleń mieszkała w ruchliwym mieście Wujiang w zatoce jeziora Taihu. Był to najbardziej rozwinięty ekonomicznie region Chin, obejmujący dolną część doliny rzeki Jangcy. Zibo nie mówił do czwartego roku życia. Pewnego dnia pojawił się w ich domu mnich buddyjski, który wziął w dłonie jego głowę i powiedział: „Kiedy ten chłopak opuści dom, zostanie wielkim buddyjskim nauczycielem”. Gdy mnich odszedł, Zibo zaczął mówić. Zibo był bardzo wysoki, nie lubił się bawić, zainteresowany był rozwojem duchowości. Wiadomo także, że uwielbiał youxia; były to tradycyjne postacie z chińskich opowieści, nieustraszeni, niezależni wojownicy, którzy wędrowali po całym kraju walcząc ze złem, pomagając skrzywdzonym i interweniując tak, gdzie było to konieczne.
W wieku 17 lat wziął kij i miecz i opuścił swój rodzinny dom. Gdy dotarł do bramy Lumen miasta Suzhou rozpętała się straszliwa burzy i musiał się zatrzymać. Spotkał wtedy mnicha Mingjue z klasztoru Tygrysiego Wzgórza (chiń. trad. 虎丘寺; pinyin Hǔqiūsì). Razem udali się do tego klasztoru. W wieku 21 lat przyjął mnisią ordynację od mnicha specjalizującego się w tekstach buddyjskich. Następnie udał się do klasztoru Dongta, a potem przybył do klasztoru Jingde w górach Wudang w prowincji Hubei, w którym spędził trzy lata w odosobnieniu. Następnie na krótko powrócił do klasztoru Tygrysiego Wzgórza, z którego udał się na wędrówkę po Chinach w poszukiwaniu nauczycieli i oświecenia. Postępował zgodnie z tradycją chanu – intensywne studiowanie sutr oraz wędrówka po kraju.
W tym okresie praktyki Zibo był wciąż w pułapce dualistycznych koncepcji, że celem buddyzmu jest ucieczka od cierpienia narodzin i śmierci. Świadczy o tym następujące wydarzenie. Zibo usłyszał mnicha recytującego wiersz buddyjski, który zawierał wers: „Odcinanie fałszywych myśli powiększa chorobę./ Podążanie w kierunku prawdziwej takości jest także złe”. Zibo powiedział mnichowi: „To jest błędne. Powinno być: 'Jedynie w odcinaniu fałszywych myśli nie ma choroby./ Podążanie w kierunku prawdziwej takości nie jest złe'”. Mnich powiedział: „To ty jesteś w błędzie, nie autor wiersza”. Zibo popadł w wielkie zwątpienie. Gdziekolwiek był pisał wersy wiersza na ścianie. Jego zwątpienie było tak intensywne, że jego głowa i twarz stały się opuchnięte. Pewnego dnia podczas wegetariańskiego festynu osiągnął oświecenie. Opuchnięcie zniknęło. Powiedział wtedy: „Gdybym był z Linjim lub Deshanem zostałbym oświecony jednym klapsem, bez potrzeby pytania co i jak”.
Po tym przełomowym doświadczeniu Zibo udał się na górę Lu, która była wtedy ważnym centrum buddyzmu i rozpoczął studiowanie nauk jogaczary. Po pewnym czasie udał się na górę Wutai. Po przybyciu na miejsce zobaczył w grocie starego mnicha siedzącego w medytacji. Zapytał go wtedy: „Jak to jest zanim pojedyncza myśli się narodzi?” Mnich podniósł palec. Zibo spytał: „A jak to jest po jej narodzinach?” Mnich rozpostarł ręce. Zibo zrozumiał jego przekaz. Później próbował go odnaleźć, ale nie mógł ponownie trafić do groty.

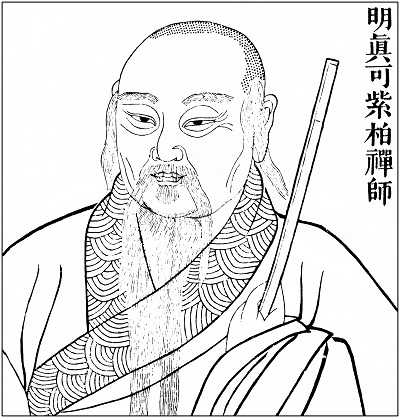
Inna podobizna mistrza Zibo

W latach 70. XVI w. gdy Zibo dotarł do Pekinu, znany ówcześnie Bianrong Zhenyuan zaprosił go na rozmowę. Później Zibo odwiedził znanych buddystów tego czasu, jak mistrzowie Dharmy Xiaoyan i Xianli. Po 9 latach wędrówek powrócił do klasztoru Tygrysiego Wzgórza i prawie natychmiast udał się na studniowe odosobnienie medytacyjne w pobliskim mieście Songjiang.
W 1575 r. Zibo odwiedził klasztor Szaolin i przekonał się osobiście, że praktyka chan w klasztorze był sztuczna. Mistrz caodong Hungxiu Changrun (?-1585, także znany jako Daqian Changrun, chiń. trad. 大千常潤; pinyin Dàqiān Chángrùn), uczeń i spadkobierca Dharmy mistrza Xiaoshana Zongshu (1500-1567) po prostu praktykował wykłady na temat gong’anów bez podkreślania ich prawdziwego znaczenia.
Gdy Zibo miał trzydzieści kilka lat przyciągnięty jego dobrą reputacją w kręgach buddyjskich zgłosił się do niego niejaki Mizang Daokai (w 1580 r.), który stał się jego głównym uczniem. Zibo zaczął patronować różnym buddyjskim projektom, jak np. odbudowywaniem lub restaurowaniem klasztorów buddyjskich, które uległy zniszczeniom w tych trudnych czasach. Między innymi odbudował świątynię Siurangamy (sans. Śūraṇgama, czyli Lengyan; chiń. trad. 楞嚴寺; pinyin Léngyánsì), zaczynając od postawienia nowego budynku medytacji. Teren został wówczas przejęty przez właściciela ziemskiego i dopiero po dwudziestoletniej walce udało się Zibo odbudować całą świątynię.
Zibo zaangażował się także w drukowanie i rozpowszechnianie buddyjskich książek. Przyczyną tego stało się zauważenie przez Zibo, że prawdziwe nauki buddyjskie zostają zastępowane przez zwykłe nieszczere imitacje. Ta tendencja nosiła nazwę Okresu Pozorów. Wiek XVI można nazwać złotym okresem drukarstwa chińskiego; książki wydawano w stosunkowo dużych nakładach i stały się relatywnie tanie.
Dużo wysiłku wkładał Zibo w projekt wydrukowania chińskiego kanonu buddyjskiego i wydania go pod postacią książki. W ciągu kilku lat udało mu się zebrać spore poparcie wśród urzędników i ludzi wysoko postawionych dla tej idei. W 1589 r. razem z Daokaiem rozpoczęli wycinać tekst kanonu na blokach drukarskich na górze Wutai w prowincji Shanxi. Po czterech latach pracy, wydrukowaniu niewielkiego nakładu kanonu i nieukończeniu tego projektu Zibo powrócił na południe Chin do Suzhou, gdzie cieszył się olbrzymim poważaniem. Projekt został ukończony już po jego śmierci. Wu Yongxian, uczeń Zibo, po zostaniu gubernatorem Zhejiangu, przeznaczył własne pieniądze na ten cel i po wydrukowaniu kanonu w dużym nakładzie został od rozpowszechniony w całym kraju.
Jeden z egzemplarzy kanonu Zibo wysłał, aby został on umieszczony w stupie wybudowanej przez znanego w tym czasie mistrza chan Miaofenga Fudenga (1540-1612, chiń. trad. 妙峰福登; pinyin Miàofēng Fúdēng). Miaofeng tak jak i Hanshan Deqing cieszyli się patronatem wdowy cesarskiej Li. Hanshan poinformował ją o istnieniu drukowanego przez Zibo kanonu w formie książki i zamówiła ona piętnaście kompletnych zestawów tekstu. Jej syn cesarz Wanli (chin. 萬曆, pinyin Wànlì, pan. 1572-1620) nakazał ich dystrybucję dla znanych klasztorów w kraju.
Jesienią 1586 r. Zibo udał się do Pekinu, aby spotkać się z mistrzem chan Hanshanem Deqingiem, jednak w tym czasie Hanshan przebywał w Chang’anie, który jest na zachód od Pekinu. Zibo udał się na wędrówkę na wschód. Hanshan, który się o tym dowiedział, postanowił także wyruszyć na wschód licząc, że ich drogi się gdzieś spotkają. Hanshan dotarł do miasta Jimo w prowincji Szantung, jednak Zibo dzień wcześniej opuścił klasztor i zatrzymał się w pobliskim zajeździe, przygotowując się do dalszej podróży. Nocą Hanshan dotarł do zajazdu i tak doszło do spotkania dwóch z czterech najwybitniejszych mistrzów chan tego okresu. Razem powrócili do klasztoru i spędzili ze sobą 10 dni.
W ciągu kilku następnych lat Zibo przemierzył Chiny wzdłuż i wszerz odwiedzając starożytne miejsca związane z buddyzmem, pobudzając miejscowych ludzi do remontowania świątyń, nauczając ich swoim przykładem i starał się ożywić buddyzm wszędzie, gdzie dotarł. Gdy powrócił do rejonu stolicy poświęcił się odnowieniu dawnego klasztoru Tanzhe (chin. 潭柘孝, pinyin Tánzhèsì). Następnie udał się na górę Emei w Syczuanie, jedną ze świętych gór buddyzmu w Chinach, która powiązana była z bodhisattwą Samantabhadrą.
Gdy dotarł do Lushan natrafił na fundamenty jednego z najstarszych klasztorów w Chinach – Guizong, który powstał w 340 r. Poza fundamentami znajdowała się tam samotna sosna, która została sprzedana przez mnichów za nieco ponad 30 litrów ryżu. Została ona ocalona przez miejscowego żebraka, który wyżebrał tyle ryżu, że mógł ją odkupić. Gdy Zibo dotarł do tego miejsca zobaczył, że drzewo było poważnie uszkodzone przez drwala i w każdej chwili mogło runąć. Otoczył drzewo ziemią i kamieniami oraz złożył ślubowanie, aby drzewo przeżyło, a wtedy również i klasztor zostanie kiedyś odbudowany. I tak się też stało.
W czasie podróży po północnych Chinach Zibo dotarł do góry Kamiennej Sutry. W VI wieku pewien książę wyrzeźbił tekst sutry na dużym kamieniu, który umieścił w grocie. Obok znajdowała się mała świątynia i stupa. Zibo ślubował odnowienie ich. Otworzył jedno z pomieszczeń i pod jednym z wyobrażeń Buddy znalazł pojemnik, a w nim wiele relikwii. Po usłyszeniu o tym wdowa cesarska wysłała osobistego służącego wraz z przyznaną purpurową szatą dla Zibo. Na prośbę Zibo relikwie zostały wystawione w pałacu przez trzy dni i następnie powróciły do stupy.
Po tym wydarzeniu, gdy Hanshan usłyszał, iż Zibo powędrował na zachód Chin również udał się w tym kierunku i obaj spotkali się w Pekinie. Hanshan tak to wspomina: „Przebywaliśmy w ogrodzie w zachodniej stolicy rozmawiając przez czterdzieści dni i nocy, nigdy nie zamykając naszych oczu. To było najszczęśliwsze wydarzenie mojego życia”. Postanowili napisać historię przekazu buddyzmu w okresie Ming. Umówili się, że spotkają się w Caoxi/Caoqi, gdzie prawie 1000 lat temu przebywał szósty patriarcha Huineng, aby odnowić jego klasztor. Jesienią 1593 r. Zibo udał się do Lushan, gdzie miał spotkać się z Hanshanem. Do spotkania doszło 11 miesiąca 1596 r. w Lubo an (pustelni). Zibo przeczuwał, że nadchodzi powoli jego kres i oznajmił, że umrze przed Hanshanem. Było to ich ostatnie spotkanie.
W 1595 r. Hanshan został aresztowany z cesarskiego rozkazu, gdyż cesarz popadł w konflikt się ze swoją matką. Po poddaniu Hanshana torturom, został on przywrócony do stanu świeckiego i zesłany na dalekie południe jako zwykły garnizonowy żołnierz. Świątynia Pieczęci Oceanu wybudowana przez matkę cesarza dla Hanshana, została zburzona.
W 1600 r. sytuacja w kraju stała się napięta, gdyż cesarz postanowił podnieść podatki, aby odnowić swoje trzy pałace. Spowodowało to dość powszechny opór. Gubernator miasta Nankang (chin. 南康) w Jiangxi odmówił zebrania podatków, został aresztowany, a jego żona popełniła samobójstwo. Zibo udał się do stolicy, aby odwiedzić aresztowanego gubernatora. Aby go pocieszyć wręczył mu pewien wers i kazał nieustannie powtarzać jak mantrę. Gdy gubernator powtórzył go 80000 razy, został zwolniony. Jednak opowiedzenie się po stronie gubernatora spowodowało zagrożenie dla samego Zibo. Daokai doradzał mu ukrycie się, jednak Zibo nie chciał tego robić. Gdy ukazał się pewien wywrotowy list, dworscy wrogowie Zibo otrzymali pretekst do jego aresztowania.
Według dworu Mingów Zibo był winien popełnienia dwóch głównych zbrodni. Pierwszą było publiczne sprzeciwienie się działaniom rządowym (protest wobec aresztowania Hanshana i gubernatora). Drugą – kontakty z niewłaściwymi ludźmi (został bezpośrednio związany z cesarzową wdową Li, która była patronką Hanshana oraz finansowała druk kanonu buddyjskiego Zibo). W 1595 r. aresztowano ludzi związanych z drukiem i dystrybucją kanonu Zibo. Według Hanshana, gdy Zibo dowiedział się, że na cesarskim dworze są ludzie, którzy chcą jego śmierci, powiedział: „Jeśli sprawy świata poszły tak daleko, po co żyć dłużej?” Aresztowano również nauczyciela pierworodnego syna cesarza, gdyż był znajomym jednego z uczniów Zibo oraz lekarza, gdyż był znajomym nauczyciela. Poddano ich torturom, ale niczego nie wyjawili. Podczas przeszukania domu lekarza znaleziono list od Zibo, w którym pisał o uwolnieniu Hanshana i odbudowaniu świątyni zburzonej z rozkazu cesarza. Zibo napisał również, iż to było niesynowskie, że cesarz wystąpił przeciw współczuciu matki. Nikt nie mógł powiedzieć, że cesarz postępuje po niesynowsku. Za to groziła kara śmierci.
Zibo został aresztowany 1 stycznia 1603 r. w odbudowywanym przez niego klasztorze Tanzhe. Uwięziono go w straszliwym „Wschodnim Zakładzie”, w którym tajna policja zajmowała się wszelkimi oponentami. Poddano go przesłuchaniom, jednak Zibo odmawiał odpowiedzi na pytania, powtarzając jedynie swój pierwotny protest. Był torturowany i 11 stycznia wymierzono mu 30 uderzeń bambusowym kijem. Zmarł w tydzień później 17 stycznia 1604 roku.

## Nauki Zibo
Zibo był zasadniczo typowym mistrzem chan tego okresu, który nacechowany był eklektyzmem i skłonnościami synkretycznymi. Dlatego też Zibo był spadkobiercą syntezy filozofii madhjamiki, jogaczary i huayan. Włożył wiele wysiłku, aby rozpowszechnić kulturę i spopularyzować klasyczne nauki. Kierował swoich słuchaczy do klasycznych źródeł buddyjskich. W okresie, w którym pełno było fałszywych nauk i powierzchownego rozumienia, Zibo stał się sławny jako autentyczny mistrz chan w dawnym stylu. W chińskim buddyzmie był on przede wszystkim odnowicielem, obrońcą i konserwatorem tradycji.

### Zręczne środki
Całe nauczanie Zibo podporządkowane było buddyjskiej zasadzie „zręcznych środków”. Zgodnie z tą zasadą każde wyrażenie prawdy musi być dostosowane do potrzeb, zdolności i mentalności słuchaczy. Wszystkie nauki są tymczasowymi celami, zaprojektowanymi do użycia w określonych sytuacjach. Nie ma żadnych dogmatów, ani żadnych absolutnych zasad. Dlatego nauki buddyjskie często porównywano do lekarstw, których używa się, gdy są konieczne. Jak powiedział Zibo, buddyjski nauczyciel jest jak dobry generał, który używa giętkiej taktyki sposobnie do potrzeb.

### Chan i pisma
Zibo wskazywał na wzajemne uzupełnianie się buddyzmu sutr i chanu. W swoim nauczaniu wykorzystywał sutry, buddyjską filozofię i tradycje chanu. Zwykle doradzał uczniom i słuchaczom, aby najpierw zaczęli studiować pewne sutry czy też traktaty, a dopiero potem metodami chan zaczęli wprowadzać je w życie. Powtarzał przy tym, że pisma reprezentują słowa Buddy, a chan reprezentuje jego umysł; obie strony wspierają się i potwierdzają nawzajem. „Gdy opanujesz nauki [zawarte] w tekstach, słowa Buddy są wszystkie twoimi słowami. Gdy rozumiesz szkołę chan, umysł dawnych nauczycieli jest twoim własnym umysłem”.

### Chan i filozofia buddyjska
Pisma Zibo wykazują, że był on głęboko zaznajomiony z buddyjską filozofią. Chan właściwie od samego początku wykorzystywał wiele strumieni myśli buddyjskiej, czasem bardzo otwarcie, a czasem bardziej skrycie.
Wykorzystywano więc nauki
- madhjamiki (chin. 性宗, pinyin xìngzōng, pol. szkoła zasadniczej natury; chin. 中道宗, pinyin Zhōngdàozōng, pol. szkoła środkowej drogi)
- jogaczary (chin. 相宗, pinyin xiàngzōng; pol. szkoła „ukazywania się”; chin. 法相, pinyin fǎxiàngzōng, pol. szkoła ukazywania się/cech dharm)
- huayan (chin. 華嚴宗, pinyin huáyánzōng; pol. szkoła kwietnej girlandy)
- tiantai (chin. 天台宗, pinyin tiantaizōng; pol. szkoła niebiańskiego tarasu)

Zibo nauczał, iż ludzie potrzebują zrównoważonej filozoficznej wiedzy madhjamiki i jogaczary wraz ze studiowaniem chanu pod kierunkiem mistrza, który wie jak dostosować ucznia do poszczególnych przypadków. Uważał, że ci, którzy doszukują się jakiś niezgodności pomiędzy filozofiami huayan, jogaczary i tiantai, należeli do zewnętrznych wrogów buddyzmu.

### Chan iCzysta Kraina
W XVI i XVII wieku w Chinach istniała już dobrze ustalona tradycja łączenia praktyki chan z Czystą Krainą. W porównaniu do chanu, Czysta Kraina wykorzystywała różne dewocjonalne praktyki, które były proste i odpowiadały większości ludzi. Mimo krańcowych różnic pomiędzy chanem a tą amidystyczną szkołą, obie były tradycjami nastawionymi nie na teoretyzowanie, a na praktykę w codziennym życiu. Dlatego to i masowość obu szkół (przetrwały prześladowania buddyzmu bez uszczerbku) spowodowały połączenie praktyk oby tradycji. Zibo postrzegał Amitabhę jako bezkresne światło z niezliczonymi przejawieniami w nieskończonej ilości światów.
Zibo stosował m.in. technikę zwaną nianfo gong’an, która polegała na skupionym recytowaniu imienia buddy Amitabhy (nianfo) i równoczesnym medytowaniem nad pytaniem „Kim jest ten, który recytuje imię buddy?”.

### Połączenie trzech religii
W końcowym okresie panowania dynastii Ming utrwaliła się bardzo mocno tendencja „zharmonizowania trzech religii w jedną”. Wielu ludzi zaczęło łączyć nauki taoizmu, konfucjanizmu i buddyzmu w swoim osobistym życiu religijnym. Również i Zibo podzielał ten ogólny kierunek, chociaż postrzegał niebuddyjskie tradycje Chin całkowicie poprzez swój buddyjski sposób myślenia. Bardzo dobrze był zaznajomiony z klasyką taoizmu i konfucjanizmu i często odnosił się do niej w swoim nauczaniu, podkreślając np. ich paralelność z naukami buddyzmu.
Jednak pozostał buddystą i wyraźnie widział nadrzędność nauk Buddy. „Chociaż konfucjanizm ma swoje błędy, jest daleko wyższy od pospolitych nauk. Chociaż studia chan mają swoje błędy, są one daleko wyższe od konfucjanizmu”. Nawet negatywnie postrzegał zmieszanie ksiąg buddyjskich z niebuddyjskimi. Dla niego kryterium były osiągane skutki. Dlatego nie zależało mu tak naprawdę na połączeniu trzech religii w jedną, a na włączeniu konfucjanizmu i taoizmu do buddyzmu.

### Zibo a buddyzm i chan
Zibo szeroko komentował sytuację buddyzmu w okresie Ming. Krytykował powierzchowność nauczycieli i uczniów, często błędne nauczanie, obniżenie jakości praktyki i moralności monastycznej i ogólnej dyscypliny, brak głębszego zaangażowania w studiowaniu i praktyce, materializm mnichów i mniszek itd.
Występował także przeciwko fałszywemu, sztucznemu chanowi, który tylko imitował dawne metody nauczania. Rozpoznawał takich nauczycieli i ich krytykował. Walczył z przekonaniem takich nauczycieli, że skoro prawda jest poza słowami, to słowne nauczanie jest niekonieczne. Również chan przyciągał wtedy ludzi, którzy mieli tylko cząstkowe o nim wyobrażenie: subiektywistów, libertynów, nihilistów, antynomistów, wierzących w wyrażanie siebie i spontaniczność, obrońców wolności od społecznych konwencji itd. Ich praktykowanie chanu nazywano kuangchan (chin. 狂禪, pinyin kuángchán) – „szalonym chanem”, a chan został skojarzony z ekscentrycznymi i folgującymi sobie osobami. Zibo był tego świadomym. W swoich naukach mówił o prawdziwym chanie i prawdziwej praktyce oraz przeciwstawiał tym tendencjom standardy duchowych osiągnięć z historii buddyzmu chan, zawarte w klasycznych tekstach chanu.

## Linia przekazu Dharmy zen
- 69/42. Benzhi Mingjue (bd)

- 70/43. Zibo Zhenke (1543-1604)

- 71/44. Mizang Daokai (zm. ok. 1593)
- 71/44. Dongwen (zm. 1623)
- 71/44. Huanyu (bd)
- 71/44. 'Danju (1561-1621)
- 71/44. Nianyun (1558-1628)
- 71/44. Duanxu Ruhong (bd)

- 72/45. Chunjie Xingkui (bd)

- 73/46. Ciyun Haijun (bd)

- 74/47. Zhisheng Jiwen (bd)

- 75/48. Duanyuan Zhaohua (bd)

- 76/49. Qian Puming (bd)

- 77/50. Taoqiao Tongsheng (bd)

- 78/51. Wuxiu Xinkong (bd)

- 78/52. Honghua Yuanwu (bd)

- 79/53. Xiangqing Guangsong (bd)

- 80/54. Shoudao Xuxian (bd)

- 81/55. Zhengyue Benchao (bd)

- 82/56. Yongchang Jueshen (bd)

- 83/57. Fanglai Changyuan (bd)

- 84/58. Huowu Longcan (bd)

- 85/59. Weichao Nengcan (bd)

- 86/60. Qiliang Renfan (bd)

- 87/61. Miaolian Shenghua (bd)

- 88/62. Dingfeng Guocheng (bd)

- 89/63. Shanci Changkai (bd)

- 90/64. Deqing Yanche (Xuyun) (1840–1959)

- 91/65. Fohui Kuanyin (bd)

- 92/66. Lingyuan Hongmiao (1902–1988)

- 93/67. Zhigang Weirou (Huikong Shengyan) (1930–2009) linia Góry Bębna Dharmy (Tajwan i USA)